# Ecnibalo
Ecnibalo, o anche Yakinbaal o Ecnibalus, (... – VI secolo a.C.) è stato un suffeta di Tiro.

## Storia
Dopo l'avallo di Babilonia su Tiro da parte di Nabucodonosor, vi fu instaurato un suffeta, Ecnibalo, figlio del precedente re di Tiro Baal III.
Durò due mesi.